# Per Olsson
Per « Pelle » Olsson, né le 1er août 1963 à Visby, est un ancien footballeur suédois devenu entraîneur. Il entraine Gefle IF depuis 2005. En 2008, il a prolongé son contrat jusqu'en 2012 avec Gefle IF. Il est en concubinage et père de deux garçons nés en 1993 et 1997.

## Biographie

### Entraîneur

#### Gefle IF 2005
Le 27 décembre 2004, on apprend la mort de Kenneth Rosén, l'ancien gardien de but d'Örebro SK qui entraînait Gefle IF depuis 2003, des suites d'une longue maladie. Le club, second du dernier championnat de Superettan (et donc promu en Allsvenskan) choisissait dans l'urgence de faire appel à Pelle Olsson pour le remplacer. En dépit de cette passation de pouvoir pour le moins traumatisante pour l'effectif, Olsson parviendra à maintenir son équipe en Allsvenskan (11e) lors de la saison 2005 et décrochera même une place en coupe de l'UEFA à la faveur d'une première place au classement du Fair Play de son équipe. Plus anecdotique, le 1er mai 2005, Gefle remportera (1-0) face à Assyriska FF son premier match en Allsvenskan depuis plus de 20 ans ! La dernière victoire de GIF à ce niveau remontait en effet au 15 septembre 1984, à l'occasion d'une victoire 2-0 sur Hammarby IF à laquelle Pelle Olsson, alors âgé de 21 ans, avait largement contribué puisqu'il était l'auteur du premier but.
En 2006, il obtiendra son meilleur classement avec Gefle IF avec une 9e place en Allsvenskan et pts d'avance sur le barragiste, Häcken. Depuis lors, le club parvient avec plus ou moins de faciliter à se maintenir en Allsvenskan (10e en 2007, 10e en 2008, 13e en 2009) même s'il aura fallu en passer par les barrages en 2010. En effet, classé 14e du dernier championnat, Gefle n'a sauver sa tête qu'à la faveur d'une double confrontation face à GIF Sundsvall (3-0 sur l'ensemble des deux matchs). Quelque temps après ces deux rencontres, Urban Hammar, son adjoint à Gefle, annonçait qu'il quittait le club pour prendre un poste au sein de la Fédération de Suède de football. Olsson aurait lui-même pu quitter Gefle à la même période puisqu'il avait été contacté par une équipe concurrente (Halmstads BK ?) pour en devenir l'entraîneur principal, offre qu'il a choisi de refuser, estimant « avoir toutes les clefs nécessaires à Gelfe » et voir dans son groupe « une belle marge de progression ».